# Mlače
Mlače je naselje u slovenskoj Općini Slovenskim Konjicama. Mlače se nalazi u pokrajini Štajerskoj i statističkoj regiji Savinjskoj. 

## Stanovništvo
Prema popisu stanovništva iz 2002. godine naselje je imalo 234 stanovnika.